# Lê Ngọc Hân
Lê Ngọc Hân (chữ Hán: 黎玉昕, 1770 – 1799), còn gọi Công chúa Ngọc Hân hay Bắc cung Hoàng hậu, là một nhân vật lịch sử nổi tiếng trong lịch sử Việt Nam sống ở thế kỉ 18. Bà là công chúa nhà Hậu Lê, sau trở thành thứ hậu nhà Tây Sơn với tư cách là vợ thứ của Quang Trung hoàng đế Nguyễn Huệ.
Cuộc đời bà thường được thêu dệt nên thành giai thoại cuộc tình đẹp đẽ giữa bà với Nguyễn Huệ, vì bà là công chúa một triều đại lớn suy thoái, lại kết hôn với người đứng đầu Tây Sơn, khi ấy đang đe dọa nền chính trị của nhà Hậu Lê. Dân gian còn lưu truyền tên gọi bà là Bà Chúa Tiên khi bà ở Phú Xuân vì dinh phủ lập ở chùa Kim Tiên.

## Thân thế
Lê Ngọc Hân sinh ngày 27 tháng 4 năm Canh Dần, niên hiệu Cảnh Hưng thứ 31 (1770) tại kinh thành Thăng Long . Bà là con gái thứ 9 hoặc thứ 21 của Hoàng đế khi ấy là Lê Hiển Tông.
Mẹ bà là Chiêu nghi Nguyễn Thị Huyền (阮氏玄), là người xã Phù Ninh, tổng Hạ Dương, phủ Từ Sơn, trấn Kinh Bắc (nay là xã Ninh Hiệp, huyện Gia Lâm, thủ đô Hà Nội), là con gái trưởng của ông Nguyễn Đình Giai, nhập cung giữ vị trí Chiêu nghi.

## Thứ cung hoàng hậu
Tháng 5 năm Cảnh Hưng thứ 47 (1786), tướng nhà Tây Sơn là Nguyễn Huệ ra Bắc với ý muốn "phù Lê diệt Trịnh". Diệt xong họ Trịnh, Nguyễn Huệ tới yết kiến Lê Hiển Tông. Do sự mai mối của tướng Bắc Hà vào hàng Tây Sơn là Nguyễn Hữu Chỉnh, Ngọc Hân vâng mệnh thành hôn cùng Nguyễn Huệ. Khi đó bà mới 16 tuổi, còn Nguyễn Huệ đã 33 tuổi và có chính thất là Phạm Thị Liên.
Vài ngày sau, Lê Hiển Tông băng hà, triều đình bàn vấn đề chọn người kế vị. Lê Ngọc Hân nghĩ anh thân hơn cháu nên ủng hộ anh là Lê Duy Cận lên ngôi, nhưng bị tông tộc nhà Lê phản đối vì muốn lập Hoàng thái tôn Lê Duy Kỳ - con của Cựu Thái tử Lê Duy Vĩ lên ngôi. Do áp lực của tông tộc, Ngọc Hân phải nghe theo. Lê Duy Kỳ được lập, tức là Lê Chiêu Thống. Ít lâu sau, bà theo Nguyễn Huệ về Thuận Hóa.
Năm Chiêu Thống thứ 2 (1788), Nguyễn Huệ lên ngôi Hoàng đế trước khi ra Bắc để diệt quân Thanh, lấy niên hiệu Quang Trung, phong Ngọc Hân làm Hữu cung Hoàng hậu (右宮皇后) do chính thất Phạm thị đã được phong làm Chính cung Hoàng hậu. Năm sau (1789), sau khi đại thắng quân Thanh, Nguyễn Huệ lại phong bà làm Bắc cung Hoàng hậu (北宮皇后).
Bà có hai con với Nguyễn Huệ là Công chúa Nguyễn Thị Ngọc Bảo (阮氏玉寶) và Hoàng tử Nguyễn Quang Đức (阮光德).

### Quả phụ (Goá phụ)
Năm Quang Trung thứ 5 (1792), Nguyễn Huệ đột ngột băng hà. Sau đó, Nguyễn Quang Toản là con bà Chính cung Hoàng hậu Phạm Thị Liên lên nối ngôi, niên hiệu là Cảnh Thịnh, vì thế sử còn gọi là Cảnh Thịnh Đế. Lê Hoàng hậu do thân phận kế thất đã trở thành Hoàng thái hậu.
Theo bài "Danh nhân Lê Ngọc Hân" của Chu Quang Trứ, sau khi Nguyễn Huệ qua đời thì bà Lê Ngọc Hân mất quyền lực, và bà đưa con ra khỏi cung điện ở Phú Xuân, sống trong chùa Kim Tiền (Dương Xuân ở Huế) cạnh Đan Dương điện với danh nghĩa thờ chồng nuôi con. Bà gượng sống đến ngày mồng 8 tháng 11 năm Kỷ Mùi (ngày 4 tháng 12 năm 1799) thì mất, lúc đó mới 29 tuổi.
Lễ bộ Thượng thư nhà Tây Sơn là Phan Huy Ích đã phụng chỉ soạn năm bài văn tế Lê Ngọc Hân cho vua Cảnh Thịnh Đế, cho các công chúa, cho bà Nguyễn Thị Huyền, cho các tôn thất nhà Lê, và cho họ ngoại ở làng Phù Ninh. Cảnh Thịnh Đế đã đích thân đọc trước linh sàng, với thụy hiệu được truy tặng là Nhu Ý Trang Thuận Trinh Nhất Vũ Hoàng hậu (柔懿莊慎貞一武皇后). Cả năm bài văn tế trên còn được chép trong sách Dụ Am văn tập.
Và theo tộc phả họ Nguyễn Đình, khi triều Tây Sơn suy yếu, Nguyễn Phúc Ánh thừa cơ chiếm Phú Xuân, Hoàng tử Nguyễn Quang Đức mất ngày 18 tháng 11 năm Tân Dậu (23 tháng 12 năm 1801) khi mới 10 tuổi, Công chúa Ngọc Bảo cũng mất ngày 17 tháng 4 năm Nhâm Tuất (18 tháng 5 năm 1802) khi mới 12 tuổi.

## Sách văn
Năm Cảnh Thịnh thứ 7 (1799), sau khi Lê Ngọc Hân qua đời, Cảnh Thịnh Đế Nguyễn Quang Toản sai Phan Huy Ích làm sách văn dâng thụy cho Ngọc Hân, toàn văn như sau:
Thượng ngôn, toàn vi nhật noãn, huy du chi thụy thải phương tân; dao yến vân thâm, nghê vũ chi chân du vĩnh bí. Kỉ diên triển kính, giản sách di phương. 
Khâm duy: Đại Hành Vũ hoàng hậu ngọc điện hạ, tú dục ngân hoàng, tường trưng vị sĩ. Tề mị hiệp phu nội tắc, tự huy canh kinh thất chi di âm; hoằng quang mậu thể chí nguyên, thành hóa phối tả cung chi ý phạm. Cư vũ kỳ nghi vu hoàn hải, thuế 幋 tư khánh vu bang gia. Kinh hồ phất đãi long nhiêm, bích hán chi truy bồi hữu ước; bồng đảo thúc thuyên loan ngự, trường thu chi hoan thị vô do. Ai đỗng khác phụng hiếu tư, soạn thuật tham kê lễ chế. 
Cẩn thượng tôn hào, viết Nhu Ý Trang Thận Trinh Nhất Vũ Hoàng hậu. Phục vọng mặc thùy tuệ giám, quang thụ sùng xưng. Tố thập tứ niên vĩ diệp, đồng thư thiện mỹ, thức lưu uyển diễm; lịch thiên bách thế túc ung, thanh miếu chiêu minh, dụng thỏa hôn 𤌾. Tiểu tử bất thắng cảm ngộ, luyến mộ chi chí. Cẩn phụng sách văn, khấu hu dĩ văn".

## Hình ảnh với hậu thế

### An táng
Theo "Biệt lục" của tộc phả Nguyễn Đình, năm 1804, bà Nguyễn Thị Huyền vì thương con gái và hai cháu ngoại đều chết yểu nơi xa, nên đã thuê người vào Phú Xuân lấy hài cốt ba mẹ con Ngọc Hân đưa về bản dinh (tức dinh Thiết lâm của bà).
Ngày 16 tháng 7 năm 1804, bà cho an táng hài cốt bà Ngọc Hân, phụ chôn hoàng tử ở bên trái và công chúa ở bên phải. Nơi đó nay là bãi Cây Đại hay bãi Đầu Voi ở đầu làng Nành, xã Phù Ninh (nay là xã Ninh Hiệp, huyện Gia Lâm, Hà Nội).
GS. Chu Quang Trứ dẫn theo Đại Nam thực lục cũng nói về việc này:
"Khoảng năm đầu Gia Long, ngụy đô đốc tên là Hài ngầm đem hài cốt mẹ con Ngọc Hân từ Phú Xuân về táng trộm ở địa phận xã Phù Ninh. Thị Huyền ngầm xây mộ, dựng đền, khắc bia giả, đổi lại họ tên để làm mất dấu tích".
Gần 50 năm sau, dưới thời Thiệu Trị, miếu bị đổ nát. Một ông tú người làng Nành nhớ công lao của Chiêu nghi họ Lê đối với dân làng đã quyên tiền tu sửa ngôi miếu. Không ngờ, có viên phó tổng cùng làng có thù riêng với ông tú, đã lên quan tố giác về việc thờ "ngụy Huệ". Triều đình Huế liền hạ lệnh triệt phá ngôi miếu, quật ba ngôi mộ, vứt hài cốt xuống sông. Ông tú kia bị trọng tội, Tổng đốc Bắc Ninh Nguyễn Đăng Giai cũng bị giáng chức .

Theo GS. Trần Quốc Vượng trong "MẤY VẤN ĐỀ VỀ VUA GIA LONG" thì:
Tôi được đọc GIA PHẢ nhà họ Nguyễn ở làng Nành (nay thuộc xã Ninh Hiệp, huyện Gia Lâm, Hà Nội) quê bà Nguyễn Thị Huyền, mẹ bà Ngọc Hân, nhũ mẫu của bà Ngọc Bình. Gia phả có đoạn chép:
Bà cụ Nguyễn Thị Huyền – qua con gái là bà Ngọc Bình – có làm đơn xin cải táng mộ bà Ngọc Hân (và hai con bà) về Bắc, về quê bà. Vua Gia Long đồng ý. Tiểu sành đựng xương cốt bà Ngọc Hân được chở bằng thuyền về làng Nành và được xây mộ hẳn hoi. Mãi đến thời Thiệu Trị (1840-1847), có một tên cường hào ở làng Nành vì có sự chảnh chọe ngôi thứ gì đó với dòng họ Nguyễn nên làm đơn vu cáo họ Nguyễn đã “lợi dụng” gì đó về ngôi “mả ngụy” Ngọc Hân, cấp trên nó quan liêu hay ăn đút lót gì đó – không biết – phê vào đơn cho phép đào mả Ngọc Hân quẳng xuống sông Nhị Hồng…
Hiện nay ở Gia Lâm có đền Ghềnh, tương truyền là “rất thiêng”, đấy chính là nơi hài cốt Ngọc Hân dạt vào, được dân vớt lên mai táng lại.

### Em gái
Xem chi tiết: Lê Ngọc Bình
Em gái Lê Ngọc Hân là Lê Ngọc Bình, là con gái nhỏ nhất (thứ 23) của Lê Hiển Tông, là vợ của Cảnh Thịnh (con trai của vua Nguyễn Huệ). Sau khi quyền thần Bùi Đắc Tuyên bị dẹp (1795), Lê Ngọc Hân làm mối Ngọc Bình cho Cảnh Thịnh.
Sau khi nhà Tây Sơn sụp đổ, Ngọc Bình trở thành vợ vua Gia Long (tức Nguyễn Ánh), sinh được hai hoàng tử nhà Nguyễn. Trong bộ sách Quốc sử di biên do Phan Thúc Trực soạn vào năm Tự Đức thứ 4 đến thứ 5 (1851-1852) đã chép như sau: 
Năm Nhâm Tuất, Gia Long năm đầu (1802)...Ngày 21 Canh Thân, Thế tổ (Gia Long) đến kinh thành Thăng Long, hào mục bắt anh em Nguyễn Quang Toản dâng lên vua...Dâng nộp bà phi Lê Thị Ngọc Bình vào trong cung vua...
Khi nhà Tây Sơn mất, trong dân gian truyền tụng câu nói về bà Ngọc Bình:
Số đâu có số lạ lùng,
Con vua lại lấy hai chồng làm vua.
Năm 1941, tác giả Phạm Thường Việt, một lần nữa lại cho rằng người lấy Gia Long là Lê Ngọc Hân. Tuy nhiên, qua Quốc sử di biên và một số tư liệu khác, các nhà nghiên cứu khẳng định rằng người lấy Gia Long là Lê Ngọc Bình, em gái bà, người ít được biết đến hơn bà.
Do chị em Ngọc Hân và Ngọc Bình có nhiều điểm tương đồng: Hai bà đều là công chúa con của Lê Hiển Tông, hai bà đều sinh trưởng ở ngoài Bắc, lớn lên đều lấy chồng là hoàng đế nhà Tây Sơn, nghĩa là cả hai bà đều là "Hoàng hậu Phú Xuân". Do những điểm tương đồng căn bản đó mà những câu chuyện truyền tụng về cuộc đời hai bà, gây ra sự lầm lẫn giữa Ngọc Hân và Ngọc Bình.

## Tác phẩm
Tương truyền, bà đã viết bài Tế vua Quang Trung và Ai Tư Vãn để bày tỏ nỗi đau khổ cùng cực cũng như nỗi tiếc thương vô hạn cho người chồng anh hùng vắn số. Theo ý kiến của Thuần Phong đã nói trong sách "Chinh phụ ngâm khúc giảng luận" (do Á Châu xuất bản), bài thơ này có chịu ảnh hưởng bản dịch Chinh phụ ngâm của bà Đoàn Thị Điểm.

## Trong văn hoá đại chúng

### Hình ảnhcông cộng
Tên của bà được đặt cho nhiều công trình công cộng, như đường phố, trường học.

### Điện ảnh
| Năm  | Tác phẩm             | Diễn viên               |
| 2010 | 《Tây Sơn hào kiệt》 | Hoa hậu Nguyễn Thùy Lâm |